# 제11기동사단
제11기동사단(第十一機動師團, 11th Maneuver Division, 상징명칭: 화랑부대)은 제7기동군단 예하의 대한민국 육군의 기계화보병 사단이다. 한때 제1야전군 유일의 사단급 예비 부대(보병사단 시절) 및 기계화 보병사단(제11기계화보병사단 시절)이었다.

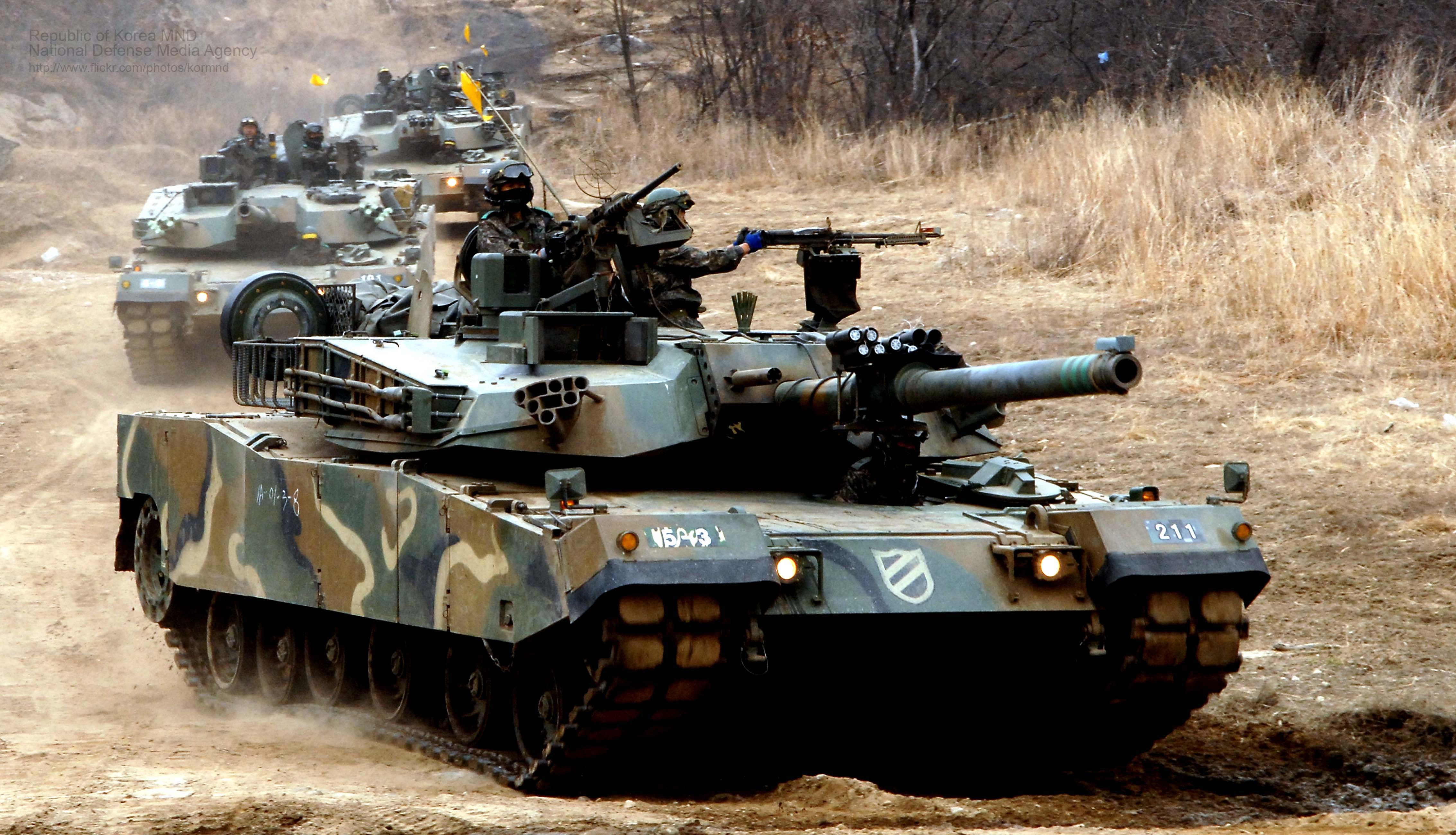
야외기동훈련 중인 11사단 소속 전차들

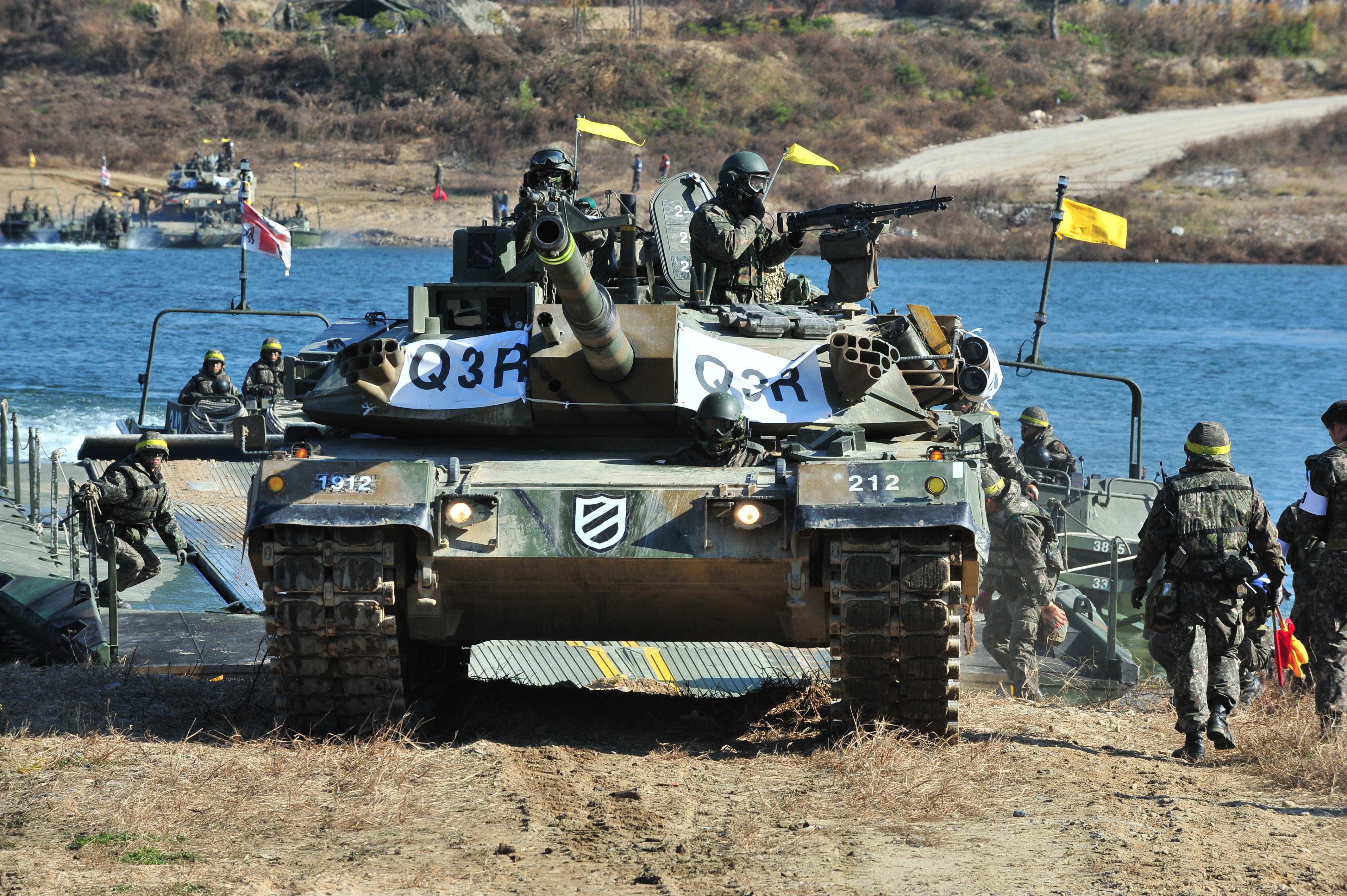
도하훈련 중인 11사단 전차와 장병들

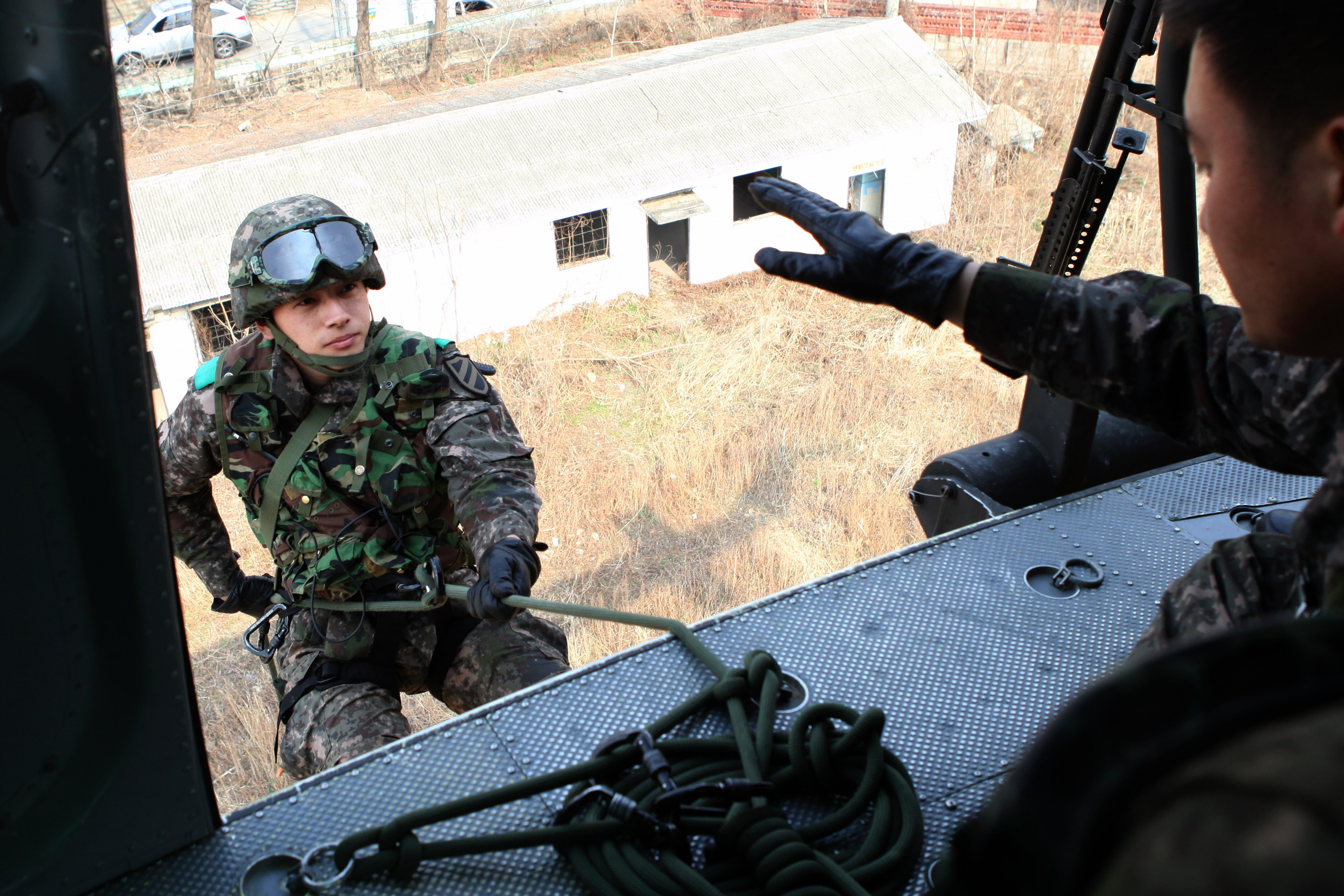
헬기 레펠 훈련 중인 11사단 장병

## 역사
한국 전쟁 중이던 1950년 8월 27일 경북 영천에서 창설된 11사단은 2004년 12월 기계화보병사단 개편을 통해 동부전선 최강의 전력을 가진 사단으로 다시 탄생했다. 전 예하부대가 장갑차, 전차, 자주포 등 압도적인 화력과 기동력을 가진 기계화 장비로 편성된 11사단은 일반 보병사단보다 3배 이상의 전투력을 보유하고 있다. 또 보유한 물자와 장비를 비롯해 연간유지비 등을 총비용으로 환산했을 때도 9천655억원으로 일반 보병부대 3천31억원의 3배가 넘는다.

## 연혁
- 1950년 8월 27일 : 국방부 일반명령 제54호에 의거 영천에서 보병 제11사단 창설
- 1951년 4월 16일 : 양양으로 이동하여 설악산지구 전투, 대관령지구 전투, 건봉산지구 전투, 1차 월비산지구 전투 등에 참여. 특히 건봉산지구 전투에서는 적 1개 사단을 격퇴
- 1952년 : 351고지 전투, 2차 월비산지구 전투, 간성지구 전투 등에 참여
- 1953년 7월 : 북한군이 총력을 투입한 금성 전투에서 승리한 직후 휴전을 맞이함
- 1953년 8월 27일 : 도합 적 3개 사단을 괴멸시킨 공로로 대통령 표창 수상
- 1967년 6월 : 동해안지역 대간첩작전 참여
- 1968년 11월 : 울진·삼척 무장 공비 침투 사건 시 대간첩작전 참여. 무장공비 56명을 사살
- 1996년 9월 18일 ~ 11월 5일 : 강릉지역 대간첩작전에 주력 부대로 투입. 공비 2명 사살
- 2004년 12월 1일 : 제11기계화보병사단(第十一機械化步兵師團, The 11th Mechanized Infantry Division)으로 개편
- 2013년 10월 1일 : 대통령 부대표창 수훈 (부대창설 이후 6회차)
- 2019년 12월 1일 : 육군본부 명령에 의거 개편 (11사단, 20사단 통합 : 예하 제20여단 독립 및 20사단의 제61여단 편입)
- 2021년 1월 1일 : 제11기동사단(第十一機動師團)으로 개칭

## 조직

### 예속 및 배속
- 제1야전군, 1953년 12월 15일 (예속)
- 제7기동군단, 2016년 12월 1일 (배속)

### 편성
- 사단본부
- 제9기계화보병여단 "투호"
  - 제56전차대대 "백호"
  - 제127기계화보병대대 "돌격"
  - 제128기계화보병대대 "투호"
  - 제9여단 군수지원대대
- 제13기계화보병여단 "사자"
  - 제36전차대대 "천마"
  - 제112기계화보병대대 "진격"
  - 제129기계화보병대대 "충무"
  - 제13여단 군수지원대대
- 제61기계화보병여단 "결전"
  - 제12전차대대 "질풍"
  - 제108기계화보병대대 "철마"
  - 제111기계화보병대대 "무적번개"
  - 제61여단 군수지원대대
- 포병여단 "용포"
  - 제55포병대대 "청룡"
  - 제78포병대대 "승리"
  - 제91포병대대 "백호"
  - 제955포병대대 "흑룡"
- (이하 사단 직할대)
  - 공병대대
  - 군수지원대대
  - 정보대대
  - 정보통신대대
  - 기갑수색대대
  - 화생방대대
  - 방공대대
  - 의무근무대
  - 군사경찰대
  - 보충중대
  - 본부대

## 주요 인물
- 김종오
- 임부택
- 김대희 (1996년 강릉 무장공비 침투사건 당시 대간첩작전에 참전)
- 조빈
- 정찬우
- 임하룡
- 김국진
- 최병서
- 탁재훈
- 고종윤
- 고원정
- 전화진
- 김진호

## 같이 보기
- 대한민국 육군